# Joseph Bardou
Pour l’article homonyme, voir Bardou.
Joseph Bardou est un industriel français né le 12 décembre 1823 à Ille-sur-Têt et décédé le 24 décembre 1884 célèbre pour avoir fondé la papeterie Le Nil.

## Biographie
Joseph Bardou débute dans une entreprise de chapeaux à Bourg-Madame. Joseph Bardou s'associe avec son père, Jean Bardou et dépose en 1849 un brevet d’invention pour un papier à cigarette dit « papier JOB ».
Joseph Bardou se lance en solitaire dans le monde du papier à cigarettes à la suite du décès de son père et après que son frère Pierre Bardou-Job hérite de la société familiale. En 1862, il décide de s’associer avec Eugène Martre, et fonde donc son entreprise, Joseph Bardou fils et Cie dont le siège est dans l’ancien couvent Saint-Guillem à Perpignan. La société ensuite placé situé rue Mailly, déménage en 1884, avenue de la Gare. L’usine sera accompagné par la demeure Bardou, construite par Léon et Eugène Bardou, ses enfants,,.

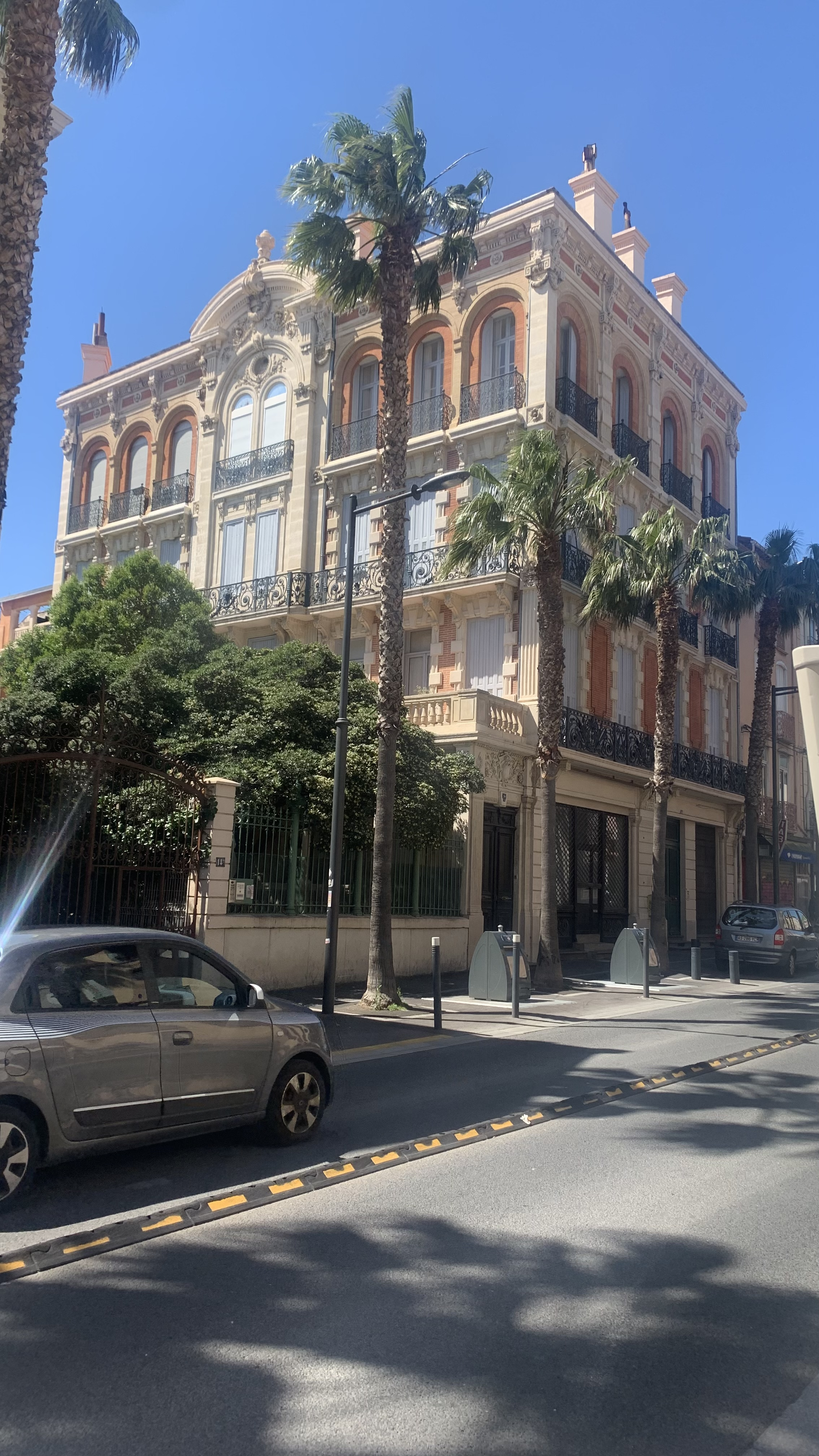
La Demeure Bardou construit par Eugène Bardou et Léon Bardou en 1886 par l’architecte Viggo Dorph-Petersen (ou Frédéric Delor de Masbou selon les sources). Celle-ci jouxte l’usine à papier Le Nil.

Joseph Bardou, crée un atelier de façonnage de papier à cigarettes, en 1849, avec les marques Papier Bardou et Riz Bardou, et la signature "JH Bardou" pour les distinguer de celle de son père, puis de son frère, et dès 1855. Il obtient des récompenses pour la qualité de ses papiers à cigarettes comme lors de l’Exposition universelle de 1855,,,.
Profitant du contexte des grands travaux du canal de Suez (1859-1869), qui renforcent les échanges commerciaux internationaux, Joseph exploite l'imaginaire oriental pour promouvoir ses produits grâce à des affiches publicitaires évoquant l’Égypte, ses pyramides et le Nil.
À cause de son succès, Joseph Bardou et son entreprise ont subi l’attaque de contrefaçon, sur une recette brevetée en 1877. Leur recette de papier au Goudron de Norvège ont été recopié par diverses personnes, nécessitant l’intervention du Tribunal de première instance de Barcelone.Il est intéressant de noter que ce n’est pas la première fois que les Bardou sont victime de contrefaçon. Il y avait déjà eu une affaire semblable en 1859,,.
Vers 1880, Joseph Bardou s'approvisionne en papier à cigarette auprès d'Adolphe Lacroix, respectivement établis à Angoulême.
Joseph Bardou décéde le 24 décembre à 1884, alors âgé de 61 ans.

### Vie privée
Il se maria en 1845 avec Marie Mitjavile (1822-1901) et eu 4 enfants, Françoise Bardou (1850-1925), Eugène Bardou (1852-1927), Marguerite Bardou (1855-1857) et Léon Bardou (1857-1899).